# Договоры Европейского союза
Договоры Европейского союза — совокупность международных договоров между странами ЕС, в которых излагаются конституционные основы Европейского союза (ЕС). Ими устанавливаются различные институты ЕС, их процедуры и цели.
Договор о функционировании Европейского союза (до вступления в силу Лиссабонского договора именовался Договором об учреждении Европейского сообщества или Римским договором, действует с 1958 года) и Договор о Европейском союзе (Маастрихтский договор, действует с 1993) в сочетании образуют правовые основы ЕС. С момента их подписания они были неоднократно расширены путём внесения поправок. Каждый раз, когда новая страна присоединяется к ЕС, в договоры вносятся необходимые изменения. Дополнительные договоры также могут влиять на изменение некоторой части из основополагающих договоров. Существует также ряд целенаправленных реформаторских поправок.

## Подписанные договоры
| Подписан Вступил в силу Документ | 1948 Брюссельский пакт                                          | 1951 1952 Парижский договор                           | 1954 1955 Парижские соглашения                        | 1957 1958 Римские договоры                            | 1965 1967 Договор слияния                             | 1975 неприменимо Решение Европейского совета | 1986 1987 Единый европейский акт   | 1992 1993 Маастрихтский договор | 1992 1993 Маастрихтский договор | 1997 1999 Амстердамский договор | 2001 2003 Ниццкий договор | 2007 2009 Лиссабонский договор | 2007 2009 Лиссабонский договор |  |  |  |  |  |  |  |  |
|                                  |                                                                 |                                                       |                                                       |                                                       |                                                       |                                              |                                    |                                 |                                 |                                 |                           |                                |                                |  |  |  |  |  |  |  |  |
| Три опоры Европейского союза:    |                                                                 |                                                       |                                                       |                                                       |                                                       |                                              |                                    |                                 |                                 |                                 |                           |                                |                                |  |  |  |  |  |  |  |  |
| Европейские сообщества:          |                                                                 |                                                       |                                                       |                                                       |                                                       |                                              |                                    |                                 |                                 |                                 |                           |                                |                                |  |  |  |  |  |  |  |  |
|                                  | Европейское сообщество по атомной энергии (Евратом)             |                                                       |                                                       |                                                       |                                                       |                                              |                                    |                                 |                                 |                                 |                           |                                |                                |  |  |  |  |  |  |  |  |
|                                  |                                                                 |                                                       | Европейское объединение угля и стали (ЕОУС)           | Европейское объединение угля и стали (ЕОУС)           | Европейское объединение угля и стали (ЕОУС)           | Срок действия истёк в 2002-м                 | Срок действия истёк в 2002-м       | Срок действия истёк в 2002-м    |                                 | Европейский союз (ЕС)           | Европейский союз (ЕС)     |                                |                                |  |  |  |  |  |  |  |  |
|                                  |                                                                 |                                                       | Европейское экономическое сообщество (ЕЭС)            | Европейское экономическое сообщество (ЕЭС)            | Европейское экономическое сообщество (ЕЭС)            |                                              |                                    | Европейское сообщество (ЕС)     | Европейское сообщество (ЕС)     | Европейский союз (ЕС)           | Европейский союз (ЕС)     |                                |                                |  |  |  |  |  |  |  |  |
|                                  |                                                                 | TREVI                                                 | TREVI                                                 | Правосудие и внутренние дела (ПВД)                    |                                                       |                                              |                                    | Европейское сообщество (ЕС)     | Европейское сообщество (ЕС)     | Европейский союз (ЕС)           | Европейский союз (ЕС)     |                                |                                |  |  |  |  |  |  |  |  |
|                                  | Полицейское и судебное сотрудничество по уголовным делам (ПССУ) | TREVI                                                 | TREVI                                                 | Правосудие и внутренние дела (ПВД)                    |                                                       |                                              |                                    |                                 |                                 | Европейский союз (ЕС)           | Европейский союз (ЕС)     |                                |                                |  |  |  |  |  |  |  |  |
|                                  | Европейское политическое сотрудничество (ЕПС)                   | Общая внешняя политика и политика безопасности (ОВПБ) | Общая внешняя политика и политика безопасности (ОВПБ) | Общая внешняя политика и политика безопасности (ОВПБ) | Общая внешняя политика и политика безопасности (ОВПБ) |                                              |                                    |                                 |                                 | Европейский союз (ЕС)           | Европейский союз (ЕС)     |                                |                                |  |  |  |  |  |  |  |  |
| Западный союз (ЗС)               | Западный союз (ЗС)                                              | Западноевропейский союз (ЗЕС)                         | Западноевропейский союз (ЗЕС)                         | Западноевропейский союз (ЗЕС)                         | Западноевропейский союз (ЗЕС)                         | Западноевропейский союз (ЗЕС)                |                                    |                                 |                                 |                                 | Европейский союз (ЕС)     |                                |                                |  |  |  |  |  |  |  |  |
| Западный союз (ЗС)               | Западный союз (ЗС)                                              | Западноевропейский союз (ЗЕС)                         | Западноевропейский союз (ЗЕС)                         | Западноевропейский союз (ЗЕС)                         | Западноевропейский союз (ЗЕС)                         | Западноевропейский союз (ЗЕС)                | Прекращение деятельности к 2011-му |                                 |                                 |                                 |                           |                                |                                |  |  |  |  |  |  |  |  |
|                                  |                                                                 |                                                       |                                                       |                                                       |                                                       |                                              |                                    |                                 |                                 |                                 | п о р                     |                                |                                |  |  |  |  |  |  |  |  |

## Нератифицированные договоры

### Договор о создании Европейского оборонного сообщества
Исходя из успешного заключения Парижского договора, были предприняты усилия по перевооружению Западной Германии в рамках европейской единой военной структуры под названием Европейское оборонное сообщество. Договор был подписан шестью членами 27 мая 1952 года и общей ассамблеей была начата разработка договора о Европейском политическом сообществе для обеспечения демократической подотчетности новой армии, но этот договор был забыт, после того как 30 августа 1954 года договор о Европейском оборонном сообществе был отвергнут Французской Национальной Ассамблеей.

### Попытки присоединения Норвегии в 1973 и 1995 годах
Норвегия попыталась вступить в Европейское сообщество (позже — в союз) дважды, и после двух провалов на национальных референдумах Норвегия отказалась от намерения вступить в ЕС. Первый договор был подписан в Брюсселе 22 января 1972 года, а второй — на Корфу 24 июня 1994 года.

### Договор о введении Конституции для Европы
Конституция Европейского союза должна была объединить все предыдущие договоры (за исключением договора Евратома) в единый документ. Она также содержала изменения в системе голосования, упрощение структуры ЕС и увеличение сотрудничества во внешней политике. Договор был подписан в Риме 29 октября 2004 года и должен был вступить в силу 1 ноября 2006 года, если бы был ратифицирован всеми государствами-членами. Однако этого не произошло: сначала Франция отвергла документ в ходе общенационального референдума 29 мая 2005 года, а затем, 1 июня 2005 г., это сделали и Нидерланды. После «периода размышлений» Конституция в её первоначальном виде была пересмотрена и заменена Лиссабонским договором.